# Петко Петков (офицер)
Вижте пояснителната страница за други личности с името Петко Петков.
Петко Николов Петков (Огнян Янтаров) е съветски военен разузнавач и български офицер, генерал-майор.

## Биография
Роден е на 17 февруари 1906 г. в Чирпан. Влиза в Комсомола през 1919 г. Член е на БКП от 1924 г. За комунистическата му дейност е арестуван и лежи в затвора.
В периода 1930 – 1937 г. е сътрудник на съветското разузнаване под името Огнян Янтаров. От 1930 до 1933 г. е член на нелегалната група на Иван Винаров (резидент на съветското военно разузнаване) в Чехословакия и Австрия. След това работи в централния апарат на разузнаването при Генералния щаб на Червената армия. По-късно завежда Службата за връзки на Изпълнителния комитет на Комунистическия интернационал в Алма Ата. Арестуван е на 8 декември 1937 г., осъден е на разстрел на 10 ноември 1938 г. Присъдата не е изпълнена и е заменена с 25 години лишаване от свобода. С ходатайството на Георги Димитров делото му е преразгледано и е освободен през 1945 г. След освобождаването му живее в Томск до завръщането си в България през 1947 г.
В родината си постъпва в Българската народна армия, после служи в Строителните войски, където достига до звание генерал-майор. Получава орден „Отечествена война“ II степен през 1966 г. На 31 март 1956 г. е реабилитиран с определение на Военната колегия на Върховния съд на СССР. На 12 юли 1956 г. с решение на Секретариата на ЦК на БКП членството му в БКП е възстановено от 1924 г. През август 1989 г. е реабилитиран поименно с решение на Политбюро на ЦК на БКП.